# Condition (droit)
En droit des obligations, la condition est, avec le terme, une des modalités de l'obligation.

## Types
En droit, il existe divers types de conditions :
- Condition alternative : condition devant être remplie, sans que les autres le soient forcément, pour avoir effet ;
- Condition cumulative : condition devant être remplie en même temps que d'autres conditions pour avoir effet ;
- Condition nécessaire : condition devant absolument être remplie pour avoir effet ;
- Condition négative : condition devant ne pas être remplie pour avoir effet ;
- Condition positive : condition devant être remplie pour avoir effet ;
- Condition potestative : condition dont la réalisation dépend de la volonté d'une partie ;
- Condition résolutoire : condition incertaine mettant fin à l'effet lorsque s'accomplit ;
- Condition suspensive : condition incertaine donnant naissance à l'effet lorsque s'accomplit.

## France
Selon l'article 1168 du Code civil, « l'obligation est conditionnelle lorsqu'on la fait dépendre d'un événement futur et incertain, soit en la suspendant jusqu'à ce que l'événement arrive, soit en la résiliant, selon que l'événement arrivera ou n'arrivera pas ».
La condition est donc l’événement futur et incertain qui suspend la naissance de l'obligation (condition suspensive) ou la fait disparaître rétroactivement (condition résolutoire).